# Facerea lumii (film din 1971)
Facerea lumii este un film românesc din 1971 regizat de Gheorghe Vitanidis. Rolurile principale au fost interpretate de actorii Irina Petrescu, Colea Răutu și Liviu Ciulei.

## Distribuție
Distribuția filmului este alcătuită din:
- Irina Petrescu — balerina Eva, fiica lui Filipache
- Colea Răutu — muncitorul tipograf Filipache, vechi ilegalist comunist
- Liviu Ciulei — ing. Bobi Manicatide, proprietar de cai de curse
- Virgil Ogășanu — Matei Arhire, tânăr activist comunist, secretarul Circumscripției 16 a Uniunii Tineretului Progresist
- Dan Ionescu — industriașul George Bazilescu, patronul tipografiei
- Clody Bertola — Clara, soția lui Manicatide
- Marga Barbu — Irma, secretara lui Bazilescu / Gabi, nepoata lui Take Ionescu
- Toma Caragiu — Manole „Michi” Marinescu, fost ofițer de intendență, responsabilul cu aprovizionarea cantinei
- Matei Alexandru — muncitorul Anghel, președintele sindicatului
- Ilarion Ciobanu — muncitorul Pîntea
- Vera Proca-Ciortea — dna Yvonne, profesoara de balet
- Eugenia Bosînceanu — Elena, soția lui Filipache
- Mitzura Arghezi — Coca, muncitoare sindicalistă, noua secretară a directorului tipografiei
- Mihai Mereuță — Vardughian, șoferul de camion
- Paul Sava — muncitorul Antonică
- Gheorghe Naghi — ospătarul de la birtul „La-țipă'n-drum”
- Fărâmiță Lambru — lăutarul acordeonist din birt
- Ion Cosma
- Liviu Popa
- Draga Olteanu-Matei — muncitoare sindicalistă (menționată Draga Olteanu)
- Dinu Gherasim
- Sebastian Papaiani — ofițerul de serviciu de la centrala UTM
- Jana Gorea
- Constantin Lungeanu
- Ernest Polcovnicu

## Primire
Filmul a fost vizionat de 1.672.889 de spectatori în cinematografele din România, după cum atestă o situație a numărului de spectatori înregistrat de filmele românești de la data premierei și până la data de 31 decembrie 2014 alcătuită de Centrul Național al Cinematografiei.